# سيث بنتسيل
سيث بنتسيل (بالإنجليزية: Seth Paintsil)‏ هو لاعب كرة قدم غاني في مركز الهجوم، ولد في 20 مايو 1996 في غانا. لعب مع أدميرا فاكر مودلينغ.

## وصلات خارجية
- سيث بنتسيل على موقع الاتحاد الأوربي (الإنجليزية)
- سيث بنتسيل على موقع قاعدة بيانات كرة القدم.إي يو (الإنجليزية)
- سيث بنتسيل على موقع Soccerway.com (الإنجليزية)
- سيث بنتسيل على موقع عالم كرة القدم.نت (الإنجليزية)